# Список генеральных менеджеров «Филадельфии Флайерз»
Ниже представлен список генеральных менеджеров «Филадельфии Флайерз» с момента создания клуба в 1967.

## Генеральные менеджеры
Выделены члены Зала хоккейной славы в категории «Строители»
† — генеральный менеджер, покинувший пост по ходу сезона
| # | Менеджер             | Сезоны     | Достижения                                                                                     |
| - | -------------------- | ---------- | ---------------------------------------------------------------------------------------------- |
| 1 | Бад Пойл             | 1967–1969† | 1 дивизионный титул 2 участия в плей-офф                                                       |
| 2 | Кит Аллен            | 1969–1983  | 2 Кубка Стэнли (1974, 1975) 4 победы в конференции 6 дивизионных титулов 12 участий в плей-офф |
| 3 | Боб Маккаммон        | 1983–1984  | 1 участие в плей-офф                                                                           |
| 4 | Бобби Кларк          | 1984–1990  | 2 победы в конференции 3 дивизионных титула 5 участий в плей-офф                               |
| 5 | Расс Фаруэлл         | 1990–1994  | —                                                                                              |
| – | Бобби Кларк          | 1994–2006† | 1 победа в конференции 5 дивизионных титулов 11 участий в плей-офф                             |
| 6 | Пол Холмгрен         | 2006–2014  | 1 победа в конференции 1 дивизионный титул 6 участий в плей-офф                                |
| 7 | Рон Хексталл         | 2014–2018† | 2 участия в плей-офф                                                                           |
| 8 | Чак Флетчер          | 2018—2023† | 1 участие в плей-офф                                                                           |
| 9 | Даниэль Бриер (и.о.) | 2023—н.в.  |                                                                                                |